# Połonicznik siwy

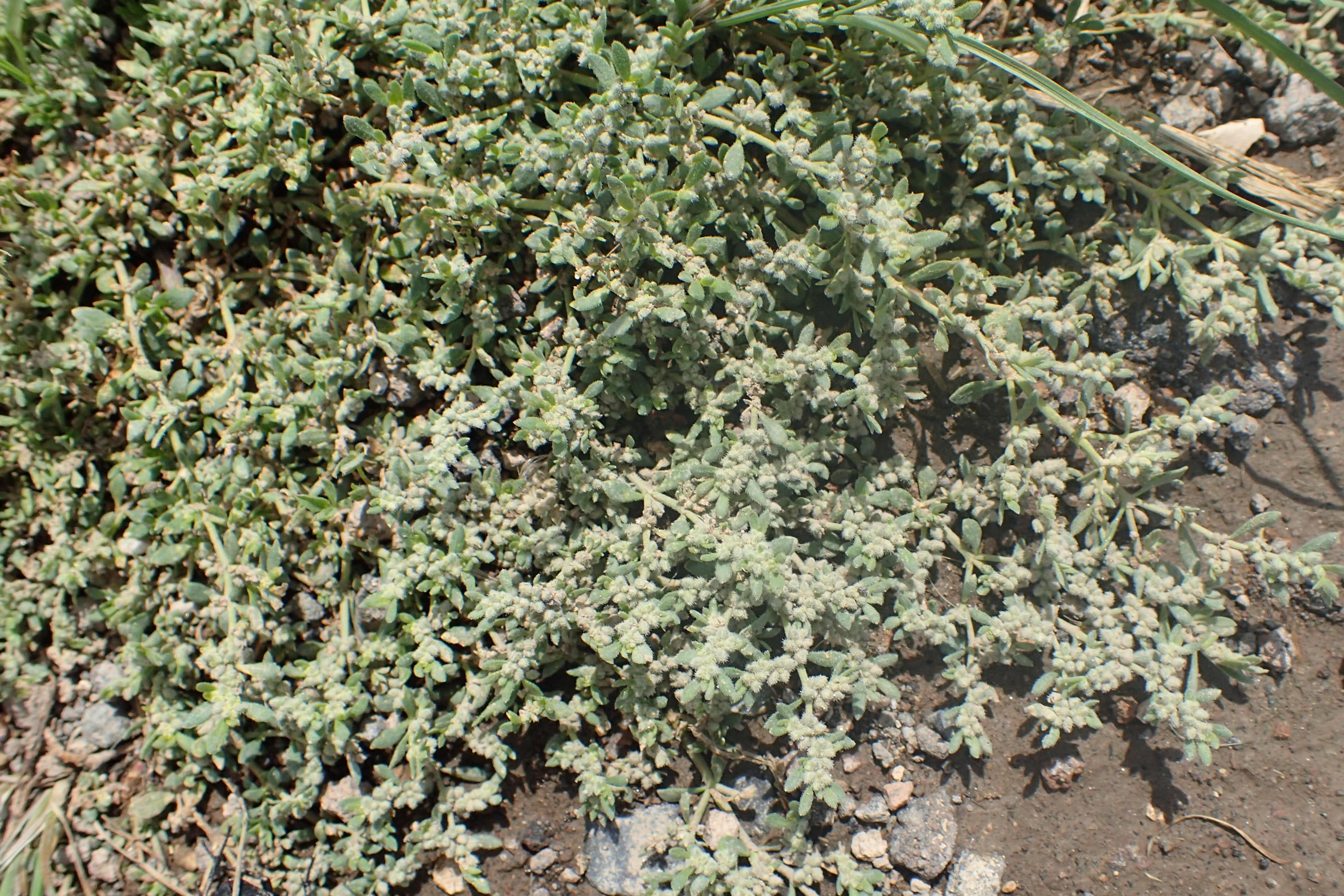
Pokrój

Połonicznik siwy (Herniaria incana Lam.) – gatunek rośliny z rodziny goździkowatych (Caryophyllaceae). Występuje w Azji południowo-zachodniej oraz Europie południowej i południowo-wschodniej, sięgając do Europy Środkowej – w Polsce znany z jednego stanowiska koło Opatowa. Rośnie w miejscach suchych i słonecznych.

## Morfologia
PokrójRoślina o łodygach rozesłanych i silnie rozgałęzionych, osiągających do 30 cm długości, drewniejących u nasady. Korzeń palowy, tęgi, z drewniejącą szyjką korzeniową. Cała roślina gęsto, szorstko, krótko owłosiona, w kolorze szarozielonym.
LiścieEliptyczne do równowąskolancetowatych, o długości do 12, rzadko 15 mm i szerokości do 3 mm. U nasady z dwoma białymi, orzęsionymi przylistkami. Blaszka liści pokryta białawymi, sztywnymi włoskami.
KwiatyDrobne, osadzone na szypułkach, zebrane po 3–6 w luźne grona wyrastające z kątów liści. Działki kielicha jajowate, owłosione, zielone od 1,5 do 2, rzadko do 3 mm długości.
OwoceJednonasienne, jajowate torebki nagie lub krótko owłosione. Zawarte w nich nasiono ma soczewkowaty kształt i długość do 0,8 mm. Łupina jest gładka, brązowa do czarnej.